# 贡诺斯特拉马察
贡诺斯特拉马察（義大利語：Gonnostramatza），是意大利撒丁大区奥里斯塔诺省的一个市镇。总面积17.53平方公里，人口942人，人口密度53.7人/平方公里（2009年）。ISTAT代码为095024。